# انگلا-دو-سان-فولور
انگلا-دو-سان-فولور (به فرانسوی: Anglards-de-Saint-Flour) یک کمون در فرانسه است که در canton of Saint-Flour-Nord واقع شده‌است. انگلا-دو-سان-فولور ۱۲٫۲۸ کیلومتر مربع مساحت دارد ۸۴۰ متر بالاتر از سطح دریا واقع شده‌است.